# Bart est en prison
Bart est en prison est un épisode de la série télévisée d'animation Les Simpson. Il s'agit du second épisode de la trente-troisième saison et du 708e de la série.

## Synopsis
Lorsque Abraham est victime d'un escroc au téléphone, les Simpson se lancent dans une mission de vengeance pour récupérer son argent.

## Réception
Lors de sa première diffusion, l'épisode a attiré 1,48 million de téléspectateurs.